# Giovanni Battista Viola

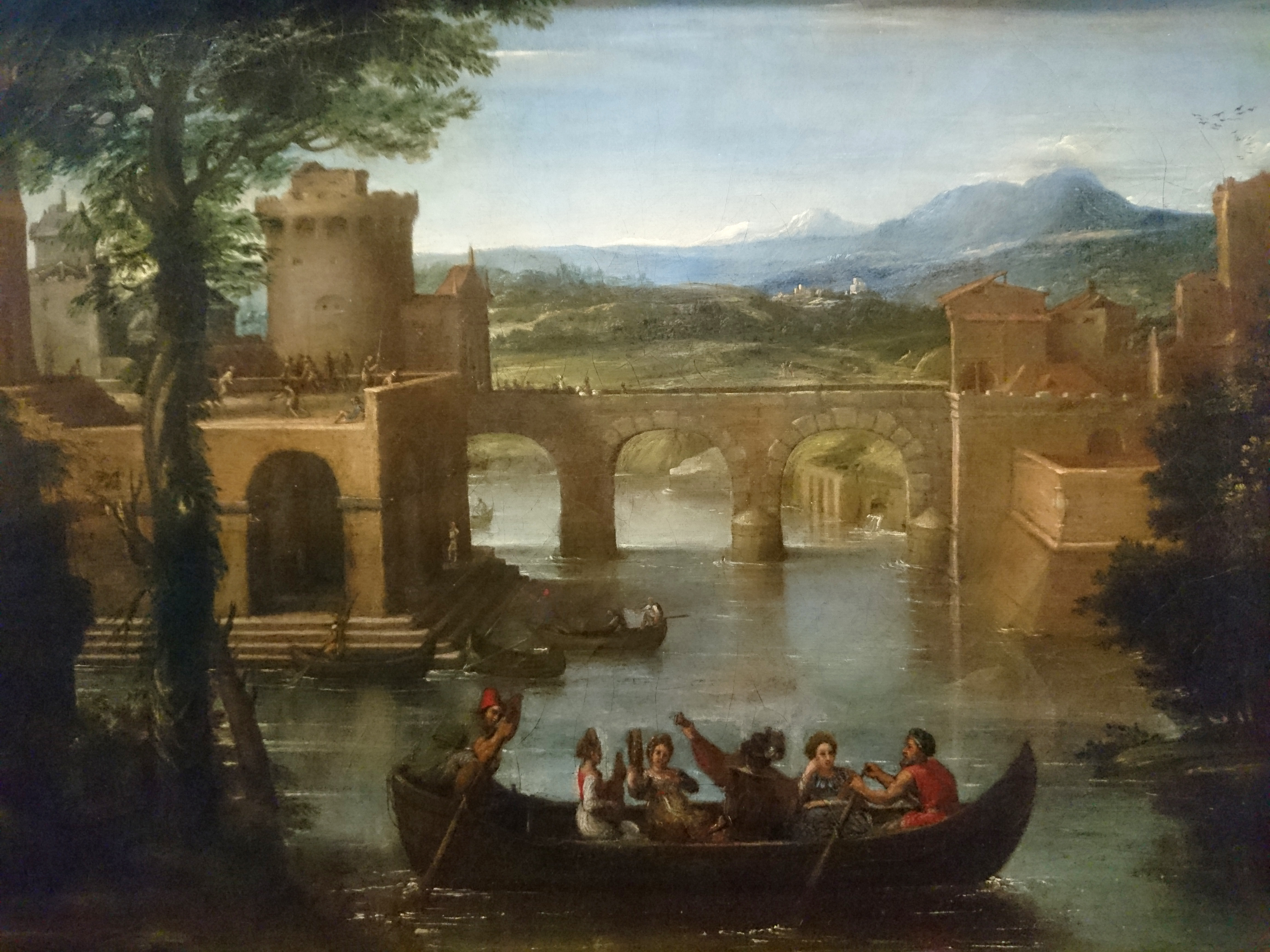
Le Concert sur l'eau – Giovanni Battista Viola – Musée du Louvre (Koncert na vodě)

Giovanni Battista Viola (16. června 1576 – 10. srpna 1622) byl italským malířem raně barokního období v Římě.

## Životopis
Giovanni Battista Viola se narodil v Bologni. Jeho umění si jako první povšiml Annibale Carracci. Spolupracoval Domenicem Zampierim, známým jako Domenichino v místnosti Appollo ve Villa Aldobrandini ve Frascati (1616-18). Viola maloval krajiny a Domenichino postavy. Je možné, že pracoval pro rodinu Giustiniani v Bassano di Sutri. Giustiniani byla významná italská rodina, pocházející z Benátek. Později se rodina usadila v Janově a v různých obdobích měla své zástupce v Neapoli, na Korsice a na dalších ostrovech Egejského moře. Řecký ostrov Chios jim patřil od druhého století až do roku 1566. V roce 1612 sdílel dům s Francescem Albani. V roce 1612 se Viola oženil se Silvií Gemelli, která v té době byla již matkou Anny Gemelliové. Giulio Mancini napsal ve svých spisech, že Viola byl respektován jako krajinář. Jeho obrazy byly ve sbírkách kardinála Pietra Aldobrandiniho, Giustiniana, kardinála Mazarina a Pamphilja. Jeden z jeho obrazů měl ve svých sbírkách i francouzský král Ludvík XIV., nyní je obraz v Louvru. Byl učitelem Bartolommea Lotto a Pietra Paola Bonzi (il Gobbo dalle Frutta) a měl by vliv i na Clauda Lorraine. V jeho životopise od Amoriniho je uvedeno, že Viola zemřel ponižovaný poté, co urazil kardinála Ludovisiho.